# Sweetheart Grips
Les Sweetheart Grips sont une forme de trench art apparue durant la Seconde Guerre mondiale consistant à installer des plaquettes transparentes (grips) sur des armes de poing pour y placer des images en dessous, généralement une photo de la petite amie ou de l'épouse restée au pays, voire d'une pin-up.

## Origine
De tout temps à travers l'histoire les soldats ont personnalisé leur équipement, allant jusqu'au Nose Art sur un bombardier, ou plus simplement en gravant leurs initiales sur leur cantine ou la crosse de leurs fusils. Lors de la Première Guerre mondiale apparut l'artisanat de tranchées ou trench art, activité artistique des combattants durant les moments de calme.
Pendant la Seconde Guerre mondiale, les GI trouvèrent une utilisation détournée au plexiglas transparent qui était utilisé intensément en particulier pour les hublots des avions ou les fenêtres des véhicules en raison de sa légèreté et de sa malléabilité.
Les militaires ont commencé à utiliser le plexiglas provenant d'aéronefs écrasés pour sculpter des plaquettes pour leurs pistolets, en particulier le Colt M1911. Ils enlevaient les plaquettes en bois ou en bakélite standard de leurs armes à feu pour les remplacer par des plaquettes transparentes fabriquées artisanalement. La crosse était ensuite personnalisées en plaçant une photo de leur fiancée ou d'une pin-up en dessous des plaquettes. Ainsi apparurent les Sweetheart Grips (poignées chérie).

### Variantes

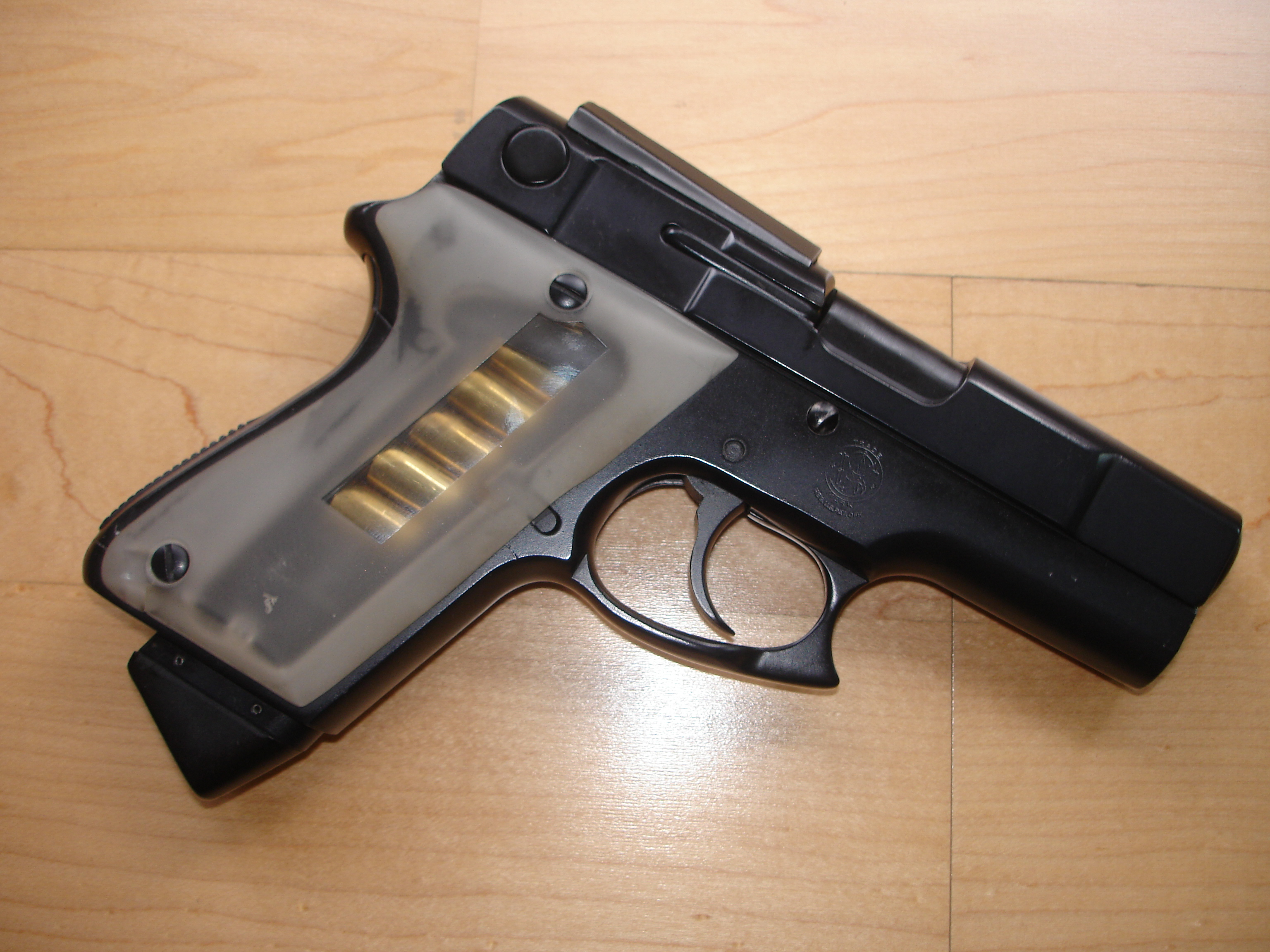
S&W ASP 9mm équipé de plaquettes transparentes.

Bien que les armes aient souvent reçu des images des deux côtés de la poignée, certaines n'en recevaient que d'un côté. Ainsi la plaquette de droite étaient mise en place avec une photo en dessous (pour un droitier) tandis que la plaque de gauche étaient laissée sans décoration. Cela permettait à un utilisateur droitier de pouvoir regarder directement le chargeur par transparence et savoir combien il lui restait de balles. La même chose se faisait pour un utilisateur gaucher, c'est la plaquette de droite qui était totalement transparente dans ce cas.
Une photo personnelle était aussi un moyen facile pour un soldat d'identifier son arme, si quelqu'un d'autre la ramassait. Les soldats qui récupéraient des armes ennemies adaptèrent également cette décorations sur leurs prises. On retrouve donc des armes allemandes (Luger) ainsi que japonaises (Nambu) agrémentées de ces grips personnalisés que les soldats ramenèrent chez eux après la guerre.
Actuellement des sociétés, principalement américaines, perpétuent ce mode de personnalisation mais de façon industrielle et plus durable que la méthode des soldats durant le Seconde Guerre mondiale.

## Dans la culture populaire
Dans le film Fury, le sergent Don Collier, alias « War Daddy » (interprété par Brad Pitt) porte un colt S&W M1917 agrémenté de Sweetheart Grips bien visibles.